# Ywama
Vas Jvama (Ywama) leži na zahodni strani jezera Inle v državi Šan v Mjanmarju. Najlažje je dostopna z ladjo iz mesta Njaung Šve (Njaung Shwe) na severni strani jezera.
Je samo nekoliko južno od samostana Nga Pe Čaung (samostan skakajočih mačk) in severovzhodno od vasi Indein s pagodo Šve Indein.
Skoraj vse hiše in stavbe so zgrajene iz tikovega lesa in so na pilotih, zabitih v jezersko dno. Ulice so kot kanali med "plavajočimi vrtovi". Prebivalci v glavnem potujejo s kanuji, vendar so med hišami tudi številne pešpoti iz bambusa in mostovi čez kanale. Vas nima glavne ulice ali trga, vendar pa so kompleksi s pagodami in samostani zgrajeni na pozidanih območjih.
Jvama je vključena v petdnevno kroženje tržnice Inle, ki je na jezeru vsak dan v drugem kraju. Je na območju kompleksa pagode, vendar velik del trgovine poteka na vodi, ko trgovci s svojimi majhnimi čolni, natovorjenimi z izdelki domače obrti ali drugimi izdelki, poslujejo z domačini in turisti. Plavajoča tržnica je zelo privlačna za obiskovalce jezera.
Vas je sedež samostana in stupe, tu so tkalnice, delavnice obdelave kovin, rezbarij iz lesa in delavnice dežnikov. Tukaj so tudi veliki »plavajoči vrtovi«, kmetje gojijo rastlinske kulture, kot je paradižnik, na plavajočih preprogah vegetacije, zasidranih v tla z bambusovimi koli.
Ob pogledu iz zraka je območje videti tako napolnjeno s plavajočo vegetacijo, da se vidi več zemlje kot jezera.

## Vir
- Tours in Myanmar